# 브라이언 밴홀트
브라이언 밴홀트(영어: Brian Van Holt, 1969년 7월 6일 ~ )는 미국의 배우이다.

## 출연 작품
- 블랙 호크 다운
- 크리미널 스쿼드 - 멀프 코노스 역